# Magda Fertacz
Magda Fertacz (ur. w 1975 w Warszawie) – polska dramatopisarka, dramaturg, scenarzystka filmowa i telewizyjna.

## Życiorys
Absolwentka Wyższej Szkoły Komunikowania i Mediów Społecznych oraz Wydziału Dziennikarstwa Uniwersytetu Warszawskiego.
Jej sztuki zostały przetłumaczone na języki obce, m.in. rosyjski, bułgarski, serbski, węgierski, szwedzki, niemiecki, czeski, słowacki i hebrajski.
Magda Fertacz brała udział w warsztatach dramatopisarskich, m.in. Sztuka Dialogu nad Wigrami 2005 i Sztuka Dialogu z Szekspirem 2006, a także w zajęciach z dramatopisarstwa prowadzonych przez Tadeusza Słobodzianka w Collegium Civitas.
Jest autorką scenariuszy filmowych oraz współautorką scenariuszy seriali telewizyjnych, m.in. Bez Tajemnic realizowanego przez HBO i Barwy szczęścia.

## Nagrody i wyróżnienia
Magda Fertacz jest laureatką kilku nagród, między innymi: prestiżowej Gdyńskiej Nagrody Dramaturgicznej z 2008 roku i wyróżnienia w Konkursie Na Wystawienie Polskiej Sztuki Współczesnej z 2009 roku za Trash Story, oraz wyróżnienia w 2005 roku na Festiwalu Radom Odważny Radom za Kurz. W rankingu sezonu teatralnego 2016/17 miesięcznika Teatr jej dramat Puppenhaus. Kuracja został uznany za jeden z najlepszych tekstów sezonu.

## Wybrane dramaty
- Kurz – sztuka wystawiona została w Studiu Dramatu Teatru Narodowego w Warszawie w 2008 r. w reż. Anny Trojanowskiej
- Absynt – tekst opublikowany między innymi w antologiach: Made in Poland w Polsce w 2006 r., Współczesny Dramat Polski w Izraelu w 2008 r., Nowa Polska Dramaturgia w Bułgarii w 2008 r.; wystawiony między innymi: w Teatrze Pozoriszte Lutaka w Mostarze w 2007 r. w reż. Tanji Mileic-Orucevic, w Teatrze Tmuna w Tel Avivie w 2008 r. w reż. Maora Zagouriego oraz w Teatrze Observatorija w Rydze w 2009 r. w reż. Jurisa Jonelisa. W Polsce Absynt w reżyserii Aldony Figury wszedł do repertuaru Teatru Dramatycznego w Warszawie. Spektakl otrzymał II nagrodę na Festiwalu Polskich Sztuk Współczesnych Raport (Gdynia, 2006) oraz wyróżnienie w Konkursie na Wystawienie Polskiej Sztuki Współczesnej (Warszawa, 2005).
- Trash Story albo sztuka (nie)pamięci – sztuka opublikowana między innymi w miesięczniku Dialog w numerze 4/2008; wystawiona w Teatrze Ateneum w Warszawie w 2008 r. w reż. Eweliny Pietrowiak; miała także kilka prób czytanych, między innymi w: Teatrze Studio w Warszawie w 2008 r. w reż. Bartosza Zaczykiewicza i w Maxim Gorki Theater w Berlinie w 2009 r. w reż. Bożeny Baranowskiej.
- Białe Baloniki – tekst opublikowany w Dialogu w numerze 3/2010; wystawiony w Teatrze Lalki i Aktora „Pinokio” w Łodzi w 2010 r. w reż. Agaty Biziuk oraz w Teatrze Współczesnym w Szczecinie w 2010 r. w reż. Piotra Ratajczaka.
- III Furie (wspólnie z Sylwią Chutnik i Małgorzatą Sikorską-Miszczuk) na motywach zaczerpniętych z książki Sylwii Chutnik Dzidzia i wspomnieniach Stefana Dąmbskiego Egzekutor. Dramat został wystawiony w Teatrze im. Heleny Modrzejewskiej w Legnicy w reż. Marcina Libera. Na podstawie przedstawienia w 2011 roku zrealizowano spektakl teatru telewizji pod tym samym tytułem[5].
- Białe Baloniki – sztuka teatralna dla dzieci z 2010 roku. Znalazła się w finale Konkursu na Wystawienie Polskiej Sztuki Współczesnej; po raz pierwszy utwór zainscenizowała Agata Biziuk w Teatrze Lalki i Aktora „Pinokio” w Łodzi.
- Śmierć Kalibana – premiera teatralna w dramatu odbyła się w berlińskiej Akademie der Künste w 2011 roku w reż. Johna Wagnera. W następnym roku opublikował go miesięcznik Dialog. Dzięki tej sztuce, Magda Fertacz została finalistką Stückemarkt festiwalu Berliner Theatertreffen 2012[6].
- Warszawa- Grabiny 6.12 – dramat z 2012 roku, miał swoją prapremierę Teatrze IMKA w Warszawie w reż. Piotra Ratajczaka.
- Hamlet 44 (wspólnie z Arturem Pałygą) – dramat został wystawiony w Muzeum Powstania Warszawskiego w 2008 roku w ramach obchodów sześćdziesiątej czwartej rocznicy wybuchu powstania w reżyserii Pawła Passiniego. W tym samym roku zrealizowano telewizyjną wersję tego spektaklu.
- Zawiadamiamy was, że żyjemy. Dubbing 44 – dramat wystawiony w 2009 roku Muzeum Powstania Warszawskiego w reż. Marcina Libera[7].
- Pussy Acosta – reinterpretacja dramatu Uriel Akosta Karla Gutzkowa powstała na zamówienie Teatru Żydowskiego im. Ester i Racheli Kamińskich w Warszawie, w ramach Przepisów domowych – cyklu czytań performatywnych współczesnych reinterpretacji dramatów należących do kanonu klasyki teatru żydowskiego w Polsce. Tekst został zaprezentowany w 2015 roku w reżyserii Małgorzaty Wdowik.
- Puppenhaus. Kuracja – tekst inspirowany dramatem Lalka z łóżka nr 21 serbskiego dramatopisarza Djordje Lebovića zrealizowany w 2017 roku w TR Warszawa w reż. Jędrzeja Piaskowskiego w ramach projektu Debiut TR[8].